# Yalve Sanga
Yalve Sanga este un oraș din Departamentul Boquerón, Paraguay.